# Nouvion-le-Comte
Nouvion-le-Comte ist eine französische Gemeinde mit 241 Einwohnern (Stand: 1. Januar 2022) im Département Aisne in der Region Hauts-de-France. Sie gehört zum Arrondissement Laon und zum Kanton Marle.

## Geographie
Die Gemeinde Nouvion-le-Comte liegt an der Serre, in der Mitte zwischen den Städten Saint-Quentin im Noirdwesten und Laon im Südosten. Sie grenzt im Norden an Renansart, im Osten an Nouvion-et-Catillon, im Süden an Courbes und im Westen an Anguilcourt-le-Sart.

## Bevölkerungsentwicklung
| Jahr                       | 1962 | 1968 | 1975 | 1982 | 1990 | 1999 | 2006 | 2015 | 2022 |
| -------------------------- | ---- | ---- | ---- | ---- | ---- | ---- | ---- | ---- | ---- |
| Einwohner                  | 367  | 325  | 285  | 265  | 281  | 275  | 279  | 253  | 241  |
| Quellen: Cassini und INSEE |      |      |      |      |      |      |      |      |      |

## Sehenswürdigkeiten
- Kirche Saint-Martin, Monument historique seit 1922

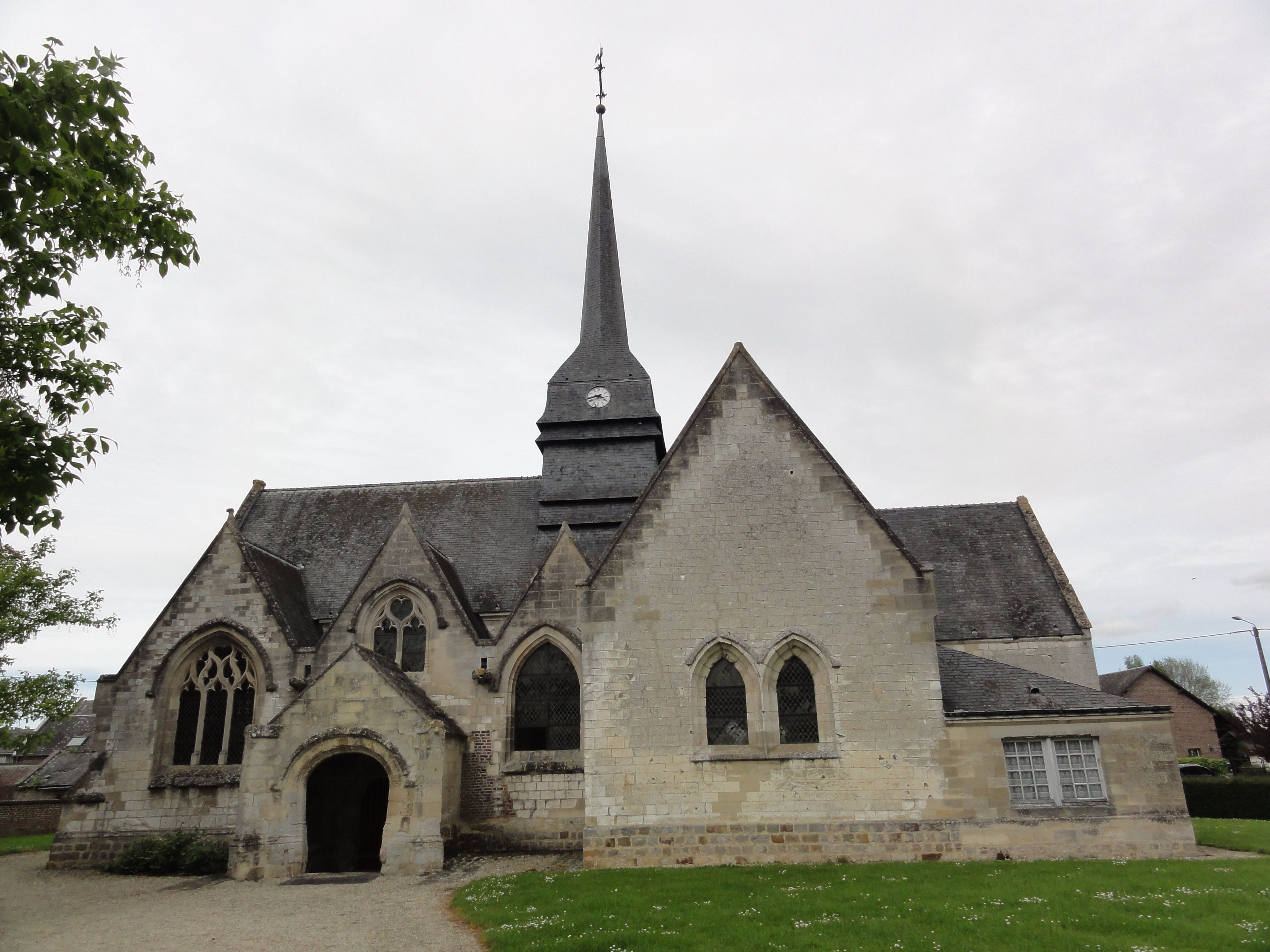
Kirche Saint-Martin
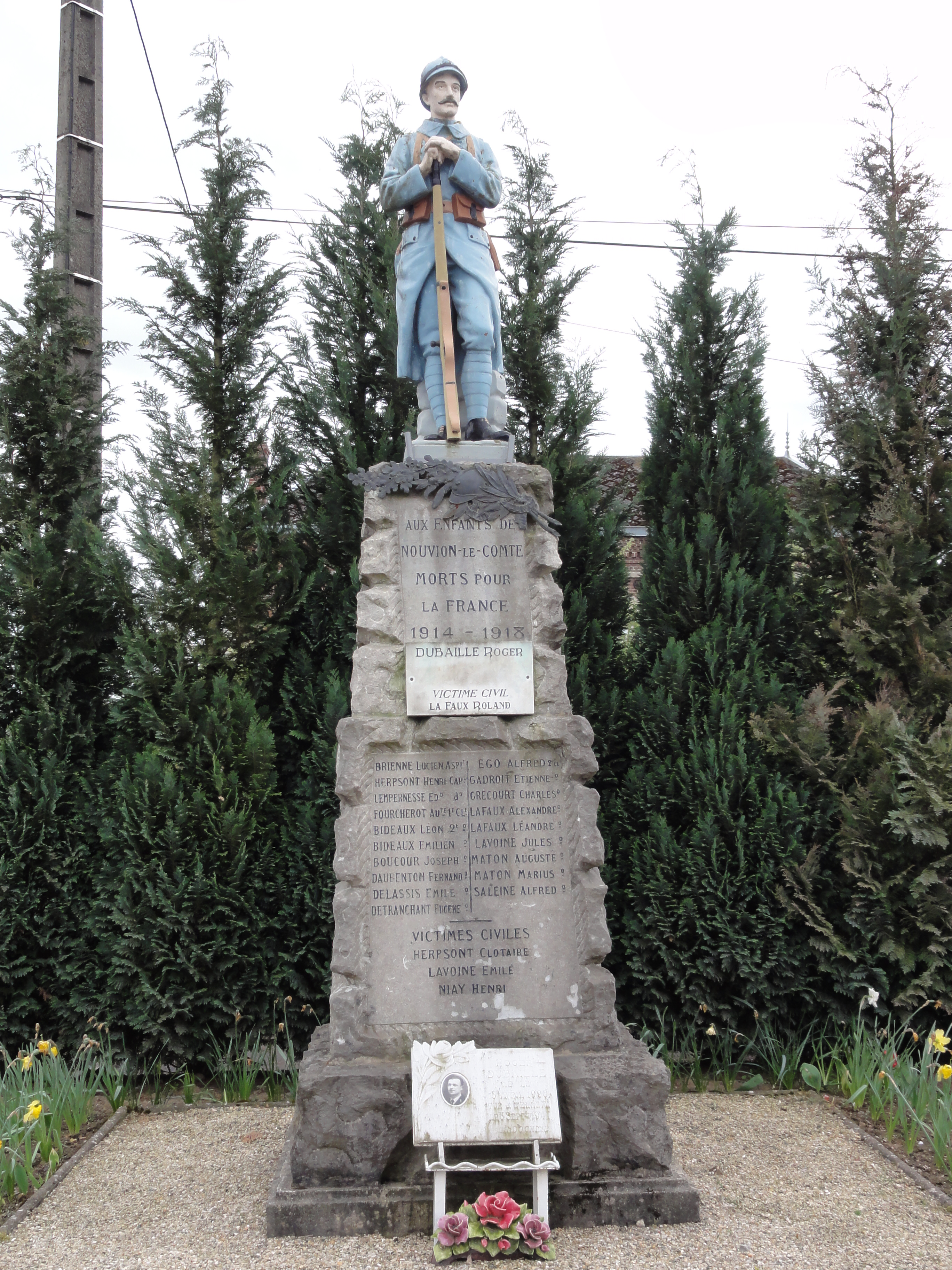
Gefallenendenkmal

## Persönlichkeiten
- Émile Idée (1920–2024), Radrennfahrer